# وسوتسکو ویلکیه
وسوتسکو ویلکیه (به لاتین: Wysocko Wielkie) یک روستا در لهستان است که در گمینا اوستروف ویلکوپولسکی واقع شده‌است. وسوتسکو ویلکیه ۱٬۰۰۰ نفر جمعیت دارد.